# 拉瑪方言
拉玛方言是白语一种方言，分布在云南省西部兰坪县和维西县的澜沧江沿岸。
截至《民族语》第16版 (2009)，lay都表示缅甸的拉玛语，是一种查尔斯·沃格兰和佛洛伦斯·沃格兰 (1977)调查的缅甸一种有3千使用者的侬语支语言。
在2013年这个编码表示的语言变成了“白语拉玛方言”，表示一种北部白语。